# Le Landin
Le Landin ist eine französische Gemeinde mit 262 Einwohnern (Stand: 1. Januar 2022) im Département Eure in der Region Normandie (vor 2016 Haute-Normandie). Sie gehört zum Arrondissement Bernay und zum Kanton Bourg-Achard. Die Einwohner werden Landinois genannt.

## Geographie
Le Landin liegt an der Seine, etwa 18 Kilometer westsüdwestlich von Rouen in der Landschaft Roumois. Umgeben wird Le Landin von den Nachbargemeinden Arelaune-en-Seine im Nordwesten und Norden, Heurteauville im Nordosten, Jumièges im Osten, Barneville-sur-Seine im Südosten, Honguemare-Guenouville im Süden sowie Hauville im Westen.

## Bevölkerungsentwicklung
| Jahr                       | 1962 | 1968 | 1975 | 1982 | 1990 | 1999 | 2006 | 2013 | 2020 |
| Einwohner                  | 116  | 108  | 96   | 103  | 160  | 151  | 160  | 190  | 223  |
| Quellen: Cassini und INSEE |      |      |      |      |      |      |      |      |      |

## Sehenswürdigkeiten
- Kirche Sainte-Croix, 1862 wieder errichtet
- Schloss Le Landin aus dem 18. Jahrhundert, Monument historique seit 2002

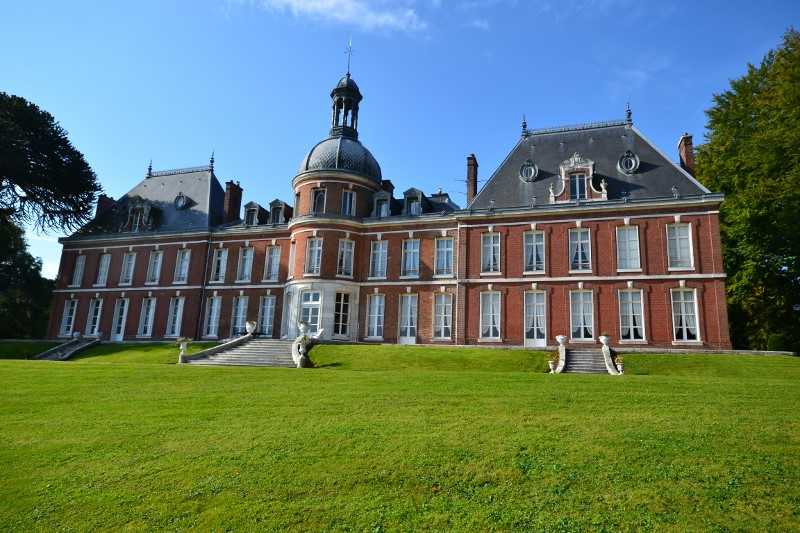
Schloss Le Landin